# Gustavo Peñalver Vico
Gustavo Peñalver Vico, Gustavo, (Cartagena, 11 d'abril de 1939) és un artista plàstic. En les seves primeres obres postimpressionistes hi ha una certa influència del fauvisme. Les seves obres es caracteritzen pels colors plans, la ironia, la caricatura.
El 1946 es traslladà a Mallorca a la barriada de son Espanyolet de Palma. Als setze anys començà a col·laborar amb el diari Baleares, als disset anà a estudiar a Barcelona i viatjà a París i Bèlgica, d'on continuà col·laborant amb el Baleares. Des del 1964 al 1968 visqué i treballà a Brussel·les i exposà per primera vegada a l'estranger, a Anvers.

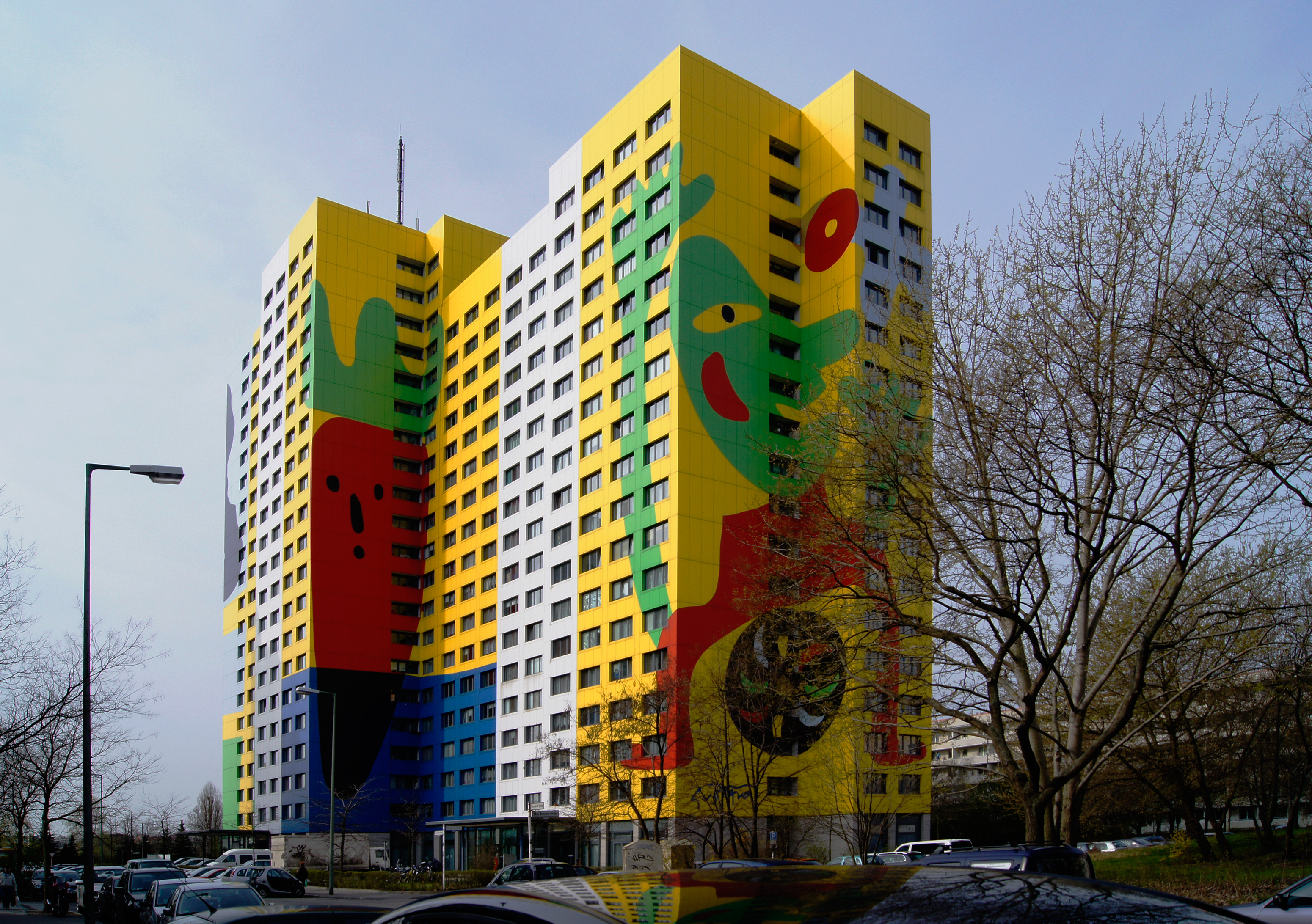
Gustavo Haus (1999), edifici situat al barri de Lichtenberg de Berlín amb la façana decorada per Gustavo.

Des del principi Gustavo es decantà per un llenguatge poètic, que marcà la trajectòria de la seva obra, amb escenes costumistes tractades amb ingenuïtat i ironia. El color fou i continua sent un punt fort a la seva pintura. Uns contrastos molt marcats configuren els plans i donen forma a uns personatges sempre esquemàtics i vigorosos. Fruit de la seva estada a Bèlgica també pintà paisatges urbans. Els carrers i les cases les construïa emprant pinzellades curtes i amb una gran riquesa cromàtica. Aquesta etapa continuà a Mallorca, a la qual tornà el 1969. Mitjançant el tractament de l'oli, els paisatges es dibuixen, es fan borrosos i els colors es tornen clars i lluminosos. Però, a poc a poc, abandonà el paisatge per dedicar-se en la crítica social i política, sempre amb un punt lúdic i optimista que, a partir d'aquells moments, serà una constant a la seva obra.
El 1976, començà la seva difusió internacional, sobretot a Alemanya, país on s'establí durant un llarg període. Allà deixà els personatges reals, les imatges es multiplicaren pintant situacions imaginàries, en una mena de laberint psicològic proper a la psicodèlia. En aquesta època introduí imatges religioses a la seva iconografia.
A les darreres etapes pinta personatges estranys, les formes se simplifiquen, s'eliminen els detalls i es potencien les línies essencials que donen ritme a l'obra. Són formes planes de colors purs, nítides, esquemàtiques, en una transmutació de la seva naturalesa. La ironia, el joc, la farsa, dins un ambient festiu i surrealista, caracteritzen la seva darrera etapa. Conrea també, l'escultura en bronze o fusta pintada, com a desenvolupament dels personatges de la seva pintura. A més, té una producció abundant d'obra gràfica, incidint especialment en el gravat.
Des del 1995 Gustavo viu i treballa al seu estudi de Son Turó entre Capdepera i Cala Rajada a Mallorca. Dissenyà el guardó del Evolution Mallorca International Film Festival. El 2024 rebé el premi Jaume II del Consell Insular de Mallorca.